# Heterolocha
Heterolocha là một chi bướm đêm thuộc họ Geometridae.

## Các loài
- Heterolocha aristonaria (Walker, 1860)
- Heterolocha arizana Wileman, 1910
- Heterolocha biplagiata Bastelberger, 1909
- Heterolocha coccinea Inoue, 1976
- Heterolocha falconaria (Walker, 1866)
- Heterolocha hypoleuca  Hampson, 1907
- Heterolocha laminaria (Herrich-Schäffer, [1852])
- Heterolocha lilacina (Bastelberger, 1909)
- Heterolocha lonicerae Prout, 1926
- Heterolocha marginata Wileman, 1910
- Heterolocha patalata Felder & Rogenhofer, 1875
- Heterolocha phoenicotaeniata (Kollar, 1844)
- Heterolocha polymorpha West, 1929
- Heterolocha polymorphoides Holloway, 1993
- Heterolocha pyreniata (Walker, 1866)
- Heterolocha sabulosa (Bastelberger, 1909)
- Heterolocha stulta (Butler, 1879)
- Heterolocha subroseata Warren, 1894
- Heterolocha taiwana Wileman, 1910